# Hofstätten an der Raab
Hofstätten an der Raab är en ort och kommun i distriktet Weiz i förbundslandet Steiermark i Österrike.
Kommunen består av fyra orter (Ortschaften) (inom parentes invånarantal 1 januari 2024):
- Hofstätten an der Raab (594)
- Pirching an der Raab (378)
- Wetzawinkel (458)
- Wünschendorf (949)